# Хрестоцвітий клоп гірчичний
Хрестоцвітий клоп гірчичний (Eurydema ornata) — вид клопів з родини щитників (Pentatomidae).

## Поширення
Цей вид поширений в Європі, Північній Африці, Південній і Східній Азії. Віддає перевагу відкритим місцевостям з низькою рослинністю.

## Опис
Клоп середнього розміру, 7–8 мм завдовжки. Тіло має сіре або яскраво-червоне забарвлення, з чорними мітками. Іноді на ньому видно червоні плями білого і жовтувато-зеленого кольору. Німфа блідо-жовта та помаранчева з темно-коричневою або чорною переднеспинкою та плямами на спинній стороні живота.

## Спосіб життя
Клоп живиться соком рослин, переважно з родини капустяних (Brassicaceae), таких як капуста, крес-салат і редька. Він може завдати значної шкоди посівам. Зимує імаго.